# Carmen Moore
Carmen Moore (* 24. Dezember 1972 in Burnaby, British Columbia) ist eine kanadische Schauspielerin.

## Leben
Moore wurde als Tochter eines Wet'suwet'en-Vaters und einer schottisch-irischen Mutter geboren. Moore wuchs in verschiedenen Städten in Lower Mainland auf und besuchte die Port Moody Senior Secondary School in British Columbia. Als sie in die 5. Klasse ging, zog sie mit ihren Eltern nach Coquitlam.
Nach ihrem High-School-Abschluss nahm sie Schauspielunterricht an der Spirit Song Native Theatre Company. Dort blieb sie für neun Monate und begann auch erste Rollen in lokalen Theatern anzunehmen.
Moore lebt in North Vancouver mit ihrem Sohn.

## Theaterkarriere
Moore wirkte in mehreren Theaterstücken mit. Ihre erste Rolle hatte sie 1992 in Coming Around als Frankie am New Brunswick Theatre in Fredericton, New Brunswick. Regie führten bei dem Stück Micheline Chevrier und Rocky Paul Wisernan. Bei der Fend Players Society in Vancouver wirkte sie in Danceland mit. Dort spielte sie Rose. Dafür erhielt sie 1993 eine Nominierung als beste Nebendarstellerin bei den Jessie Richardson Awards. Am Headlines Theatre in Vancouver spielte sie die Rolle der Kelly in Out of the Silence. In New Voices Woman war sie in der Titelrolle zu sehen. Die nächste Rolle war in Generic Warrior and No Name Indians mit dem Regisseur Paul Thompson.
Sie spielte in Only Drunks and Children tell the Truth die Rolle der Janice Grace unter der Regie von Donna Spencer und John J. Hong. Nachfolgend wirkte sie in Someday in der gleichen Rolle mit. Beide Stücke wurden am Firehall Arts Center in Vancouver aufgeführt. Für Someday wurde Moore 1996 als beste Schauspielerin bei den Jessie Richardson Awards nominiert.
2008 trat sie, nach einer fast zehnjährigen Theaterpause, beim Talking Stick Festival in Vancouver wieder als Theaterschauspielerin in der Produktion Ab-Original Cabaret, einer Zusammenstellung aus Tanz, Gesang und Komödie, auf.

## Film und Fernsehen
Sie absolvierte ihr Filmdebüt 1995 in Far from Home: The Adventures of Yellow Dog, ihre Szenen wurden allerdings herausgeschnitten. Ihr nächstes Projekt war an der Seite von Joey Lawrence in dem Fernsehfilm Brothers of the Frontier. 2000 spielte sie in dem Familienfilm Spooky House die Rolle von Ben Kingsleys Ehefrau.
2006 spielte sie die Hauptrolle in dem kanadischen Independentfilm Unnatural & Accidental an der Seite von Callum Keith Rennie. Für ihre Darstellung der Rebecca erhielt sie eine Nominierung als beste weibliche Hauptdarstellerin beim First Americans Film Festival in San Francisco und den Vancouver Women in Film and Video Artistic Merit Award.
2007 spielte sie in dem tragikomischen Film Mein Kind vom Mars an der Seite von John Cusack eine Lehrerin an einer Schule für verhaltensauffällige Kinder.
Moore war 1995 erstmals in einer Fernsehrolle zu sehen. Sie wirkte in einer Episode von Der Polizeichef mit. In North of 60 spielte sie die Rolle der Janine Carr. Sie wirkte 1997 außerdem in Stargate – Kommando SG-1 und Police Academy: The Series mit. 1998 spielte sie eine Detektivin in Da Vinci's Inquest und Lucia in Das Netz – Todesfalle Internet. Sie wirkte 1999 in einer Episode von First Wave – Die Prophezeiung mit. In zwei Episoden von Seven Days – Das Tor zur Zeit war sie als Officer Merrill zu sehen. 2001 spielte sie Marianna Torres, die Rechtsanwältin von Ving Rhames, in UC: Undercover. In drei Episoden von Nothing Too Good for a Cowboy war sie als Rita George zu sehen. Von 2001 bis 2002 wirkte sie in Wolf Lake mit. Zunächst war ihre Rolle relativ klein, wurde aber mit der Zeit stärker ausgebaut. Sie war dort an der Seite von Lou Diamond Phillips, Graham Greene und Tim Matheson zu sehen. 2002 wirkte sie in mehreren Episoden der Serie Tom Stone mit.
In Andromeda mit Kevin Sorbo war sie in mehreren Episoden als Tri-Jema zu sehen. Von 2005 bis 2006 wirkte sie in Godiva's mit. Für ihre Rolle der geheimnisvollen und erotischen Barfrau Simone wurde sie 2006 bei den Leo Awards, den British Columbia's Film and Television Awards, nominiert.
2006 stellte sie Sister Tivenan in der Webserie Battlestar Galactica: The Resistance dar. Von 2007 bis 2008 spielte sie die Rolle der Joely Lavant in der Fernsehserie Flash Gordon. 2010 wirkte sie in einer Episode von Supernatural mit. Von 2012 bis 2014 war sie in der kanadischen Fernsehserie Arctic Air zu sehen.

## Filmografie (Auswahl)
- 1995: Far from Home: The Adventures of Yellow Dog
- 1995: Der Polizeichef (The Commish, Fernsehserie, eine Folge)
- 1996: Gefährliche Flucht (Brothers of the Frontier, Fernsehfilm)
- 1996: Kidz in the Wild (Kidz in the Wood, Fernsehfilm)
- 1996: Gejagt – Das zweite Gesicht (Two, Fernsehserie, eine Folge)
- 1997: Rose Hill – Der Traum vom Wilden Westen (Rose Hill, Fernsehfilm)
- 1997: Stargate – Kommando SG-1 (Stargate SG-1, Fernsehserie, eine Folge)
- 1997: Dead Man’s Gun (Fernsehserie, eine Folge)
- 1997: Police Academy: The Series (Fernsehserie, eine Folge)
- 1997: Die Mounties von Lynx River (North of 60, Fernsehserie, eine Folge)
- 1998: Das Netz – Todesfalle Internet (The Net, Fernsehserie, eine Folge)
- 1998: Da Vinci’s Inquest (Fernsehserie, eine Folge)
- 1998: Killers in the House (Fernsehfilm)
- 1999: Hayley Wagner, Star (Fernsehfilm)
- 1999: Keys to Kingdoms (Kurzfilm)
- 1999: First Wave – Die Prophezeiung (First Wave, Fernsehserie, eine Folge)
- 1999: Revenge of the Land (Fernsehfilm)
- 1999–2000: Nothing Too Good for a Cowboy (Fernsehserie, neun Folgen)
- 2000–2001: Seven Days – Das Tor zur Zeit (Seven Days, Fernsehserie, zwei Folgen)
- 2001: Der Ritt nach Hause (Crossfire Trail, Fernsehfilm)
- 2001: UC: Undercover (Fernsehserie, eine Folge)
- 2001–2002: Wolf Lake (Fernsehserie, neun Folgen)
- 2002: Spooky House
- 2002: Tom Stone (Fernsehserie, sieben Folgen)
- 2003: Der Fall John Doe! (John Doe, Fernsehserie, eine Folge)
- 2003–2004: Andromeda (Fernsehserie, fünf Folgen)
- 2004: The Chris Isaak Show (Fernsehserie, eine Folge)
- 2004: Flug 323 – Absturz über Wyoming (NTSB: The Crash of Flight 323, Fernsehfilm)
- 2004: The Collector (Fernsehserie, eine Folge)
- 2004: The Life (Fernsehfilm)
- 2004: The Robinsons: Lost in Space (Fernsehfilm)
- 2004–2006: Raven Tales (Fernsehserie, vier Folgen)
- 2005: 4400 – Die Rückkehrer (The 4400, Fernsehserie, eine Folge)
- 2005–2006: Godiva’s (Fernsehserie, 19 Folgen)
- 2006: Battlestar Galactica: The Resistance (Webserie, zwei Folgen)
- 2006: Unnatural & Accidental
- 2006: Smallville (Fernsehserie, eine Folge)
- 2007: Eureka – Die geheime Stadt (Eureka, Fernsehserie, eine Folge)
- 2007: Mein Kind vom Mars (Martian Child)
- 2007–2008: Flash Gordon (Fernsehserie, sieben Folgen)
- 2008: Journey to the Center of the Earth (Fernsehfilm)
- 2008: The Guard (Fernsehserie, eine Folge)
- 2008: Raven Tales: The Games (Fernsehfilm)
- 2008: Edison & Leo (Stimme)
- 2008: Stargate Atlantis (Fernsehserie, eine Folge)
- 2009: Kyle XY (Fernsehserie, eine Folge)
- 2009: Wild Roses (Fernsehserie, eine Folge)
- 2009: Killer Hair (Fernsehfilm)
- 2009: Psych (Fernsehserie, eine Folge)
- 2009–2015: Blackstone (Fernsehserie, 39 Folgen)
- 2009: Tales of an Urban Indian (Fernsehfilm)
- 2010: Meteor Storm (Fernsehfilm)
- 2010: Momentum (Kurzfilm)
- 2010: Two Indians Talking
- 2010: Hellcats (Fernsehserie, eine Folge)
- 2010: Caprica (Fernsehserie, drei Folgen)
- 2010, 2013, 2020: Supernatural (Fernsehserie, drei Folgen)
- 2011: Time after Time (Fernsehfilm)
- 2012: Battlestar Galactica: Blood & Chrome (Fernsehfilm)
- 2012–2014: Arctic Air (Fernsehserie, 35 Folgen)
- 2014–2018: Girlfriends’ Guide to Divorce (Fernsehserie, 3 Folgen)
- 2015, 2016: Arrow (Fernsehserie, 3 Folgen)
- 2015: iZombie (Fernsehserie, 2 Folgen)
- 2015: UnREAL (Fernsehserie, eine Folge)
- 2016: Bates Motel (Fernsehserie, eine Folge)
- 2016: Motive (Fernsehserie, eine Folge)
- 2016: Second Chance (Fernsehserie, 8 Folgen)
- 2016, 2017: Chesapeake Shores (Fernsehserie, 4 Folgen)
- 2016: The Magicians (Fernsehserie, eine Folge)
- 2019: Rustic Oracle
- 2019: Outlander (Fernsehserie, 2 Folgen)
- 2019–2020: Cardinal (Fernsehserie, 6 Folgen)
- 2020: Motherland: Fort Salem (Fernsehserie, eine Folge)
- 2020: Vikings (Fernsehserie, 2 Folgen)
- 2020: Little Fish
- 2020–2023: Nancy Drew (Fernsehserie, 11 Folgen)
- 2021: The Long Island Serial Killer: A Mother's Hunt for Justice (Fernsehfilm)
- 2021–2023: The Flash (Fernsehserie, 21 Folgen)
- 2023: Double Life
- 2023: Re: Uniting
- 2024: The Birds Who Fear Death
- 2024: Family Law (Fernsehserie, eine Folge)
- 2024: Jurassic World: Die Chaostheorie (Animationsserie, Stimme)
- 2025: Allegiance (Fernsehserie, 4 Folgen)